# Grez-Neuville
Grez-Neuville és un municipi francès situat al departament de Maine i Loira i a la regió de País del Loira. L'any 2007 tenia 1.455 habitants.

## Demografia

### Població
El 2007 la població de fet de Grez-Neuville era de 1.455 persones. Hi havia 514 famílies de les quals 91 eren unipersonals (36 homes vivint sols i 55 dones vivint soles), 166 parelles sense fills, 241 parelles amb fills i 16 famílies monoparentals amb fills.
La població ha evolucionat segons el següent gràfic:
Habitants censats

### Habitatges
El 2007 hi havia 592 habitatges, 523 eren l'habitatge principal de la família, 32 eren segones residències i 36 estaven desocupats. 547 eren cases i 42 eren apartaments. Dels 523 habitatges principals, 380 estaven ocupats pels seus propietaris, 137 estaven llogats i ocupats pels llogaters i 6 estaven cedits a títol gratuït; 5 tenien una cambra, 21 en tenien dues, 57 en tenien tres, 118 en tenien quatre i 323 en tenien cinc o més. 412 habitatges disposaven pel capbaix d'una plaça de pàrquing. A 191 habitatges hi havia un automòbil i a 320 n'hi havia dos o més.

### Piràmide de població
La piràmide de població per edats i sexe el 2009 era:
| Homes | Edats   | Dones |
| ----- | ------- | ----- |
| 0     | 95 o +  | 0     |
| 0     | 90 a 94 | 0     |
| 16    | 85 a 89 | 8     |
| 4     | 80 a 84 | 0     |
| 0     | 75 a 79 | 20    |
| 16    | 70 a 74 | 4     |
| 24    | 65 a 69 | 24    |
| 28    | 60 a 64 | 20    |
| 32    | 55 a 59 | 32    |
| 52    | 50 a 54 | 36    |
| 28    | 45 a 49 | 56    |
| 60    | 40 a 44 | 44    |
| 56    | 35 a 39 | 72    |
| 64    | 30 a 34 | 60    |
| 36    | 25 a 29 | 36    |
| 16    | 20 a 24 | 36    |
| 56    | 15 a 19 | 44    |
| 52    | 10 a 14 | 52    |
| 48    | 5 a 9   | 84    |
| 44    | 0 a 4   | 44    |

## Economia
El 2007 la població en edat de treballar era de 948 persones, 753 eren actives i 195 eren inactives. De les 753 persones actives 716 estaven ocupades (369 homes i 347 dones) i 38 estaven aturades (13 homes i 25 dones). De les 195 persones inactives 73 estaven jubilades, 83 estaven estudiant i 39 estaven classificades com a «altres inactius».

### Ingressos
El 2009 a Grez-Neuville hi havia 531 unitats fiscals que integraven 1.492,5 persones, la mediana anual d'ingressos fiscals per persona era de 19.483 €.

### Activitats econòmiques
Dels 47 establiments que hi havia el 2007, 1 era d'una empresa alimentària, 1 d'una empresa de fabricació de material elèctric, 3 d'empreses de fabricació d'altres productes industrials, 15 d'empreses de construcció, 5 d'empreses de comerç i reparació d'automòbils, 1 d'una empresa de transport, 4 d'empreses d'hostatgeria i restauració, 1 d'una empresa d'informació i comunicació, 1 d'una empresa financera, 4 d'empreses immobiliàries, 8 d'empreses de serveis, 2 d'entitats de l'administració pública i 1 d'una empresa classificada com a «altres activitats de serveis».
Dels 16 establiments de servei als particulars que hi havia el 2009, 1 era un taller de reparació d'automòbils i de material agrícola, 2 paletes, 2 guixaires pintors, 3 fusteries, 4 lampisteries, 1 electricista, 2 restaurants i 1 agència immobiliària.
L'únic establiment comercial que hi havia el 2009 era una carnisseria.
L'any 2000 a Grez-Neuville hi havia 48 explotacions agrícoles que ocupaven un total de 1.850 hectàrees.

## Equipaments sanitaris i escolars
El 2009 hi havia una escola elemental.

## Poblacions més properes
El següent diagrama mostra les poblacions més properes.